# منتخب بولندا لكرة الطائرة
منتخب بولندا لكرة الطائرة هو ممثل [بولندا]] الرسمي في رياضة كرة الطائرة. يتولى إدارته الاتحاد البولندي للكرة الطائرة (بالبولندية: Polski Związek Piłki Siatkowej)، وهو يمثل بولندا في البطولات الدولية والمباريات الودية.